# Nationalpark Anjuiski
Der Nationalpark Anjuiski (auch Anjuiski-Nationalpark), originalsprachlich Nazionalny park «Anjuiski» (russisch Национа́льный парк «Аню́йский»), ist ein Nationalpark auf dem Gebiet der Region Chabarowsk in Russland. Er wurde 2007 ausgewiesen und umfasst eine Fläche von rund 430.000 Hektar.
Der Nationalpark liegt im Fernen Osten Russlands östlich einer Erdgas-Pipeline von Sachalin im Norden nach Wladiwostok im Süden. Das Gebiet ist Lebensraum für Tiger. Die Population umfasst insgesamt rund 30 Tiere. 2015 erlange der Anjuiski-Nationalpark größere Bekanntheit im Zuge der erfolgreichen Auswilderung eines Tigers, der in der Region Chabarowsk gefangen worden war.